# Gárgoris
Gárgoris fue, según la mitología, rey de un pueblo que habitaba en las zonas boscosas de Tartessos y el inventor de la forma de recoger la miel.